# Femmes en révolte (film, 1971)
Pour les articles homonymes, voir Femmes en révolte.
Pour plus de détails, voir Fiche technique et Distribution.
Femmes en révolte (Women in Revolt) est une comédie satirique américaine réalisée par Paul Morrissey et sortie en 1971.

## Synopsis
Le film fait la satire du Mouvement de libération des femmes (MLF) américain et fait allusion à Valerie Solanas et au SCUM Manifesto. Holly et Jackie forment un petit groupe de féministes du MLF. Elles convainquent Candy, une riche mondaine qui entretient une relation incestueuse avec son frère, de se joindre à elles lors de leurs réunions. Le groupe a besoin de l'adhésion de Candy pour apporter de l'argent et du « glamour » à leur cause.

## Fiche technique
- Titre français : Femmes en révolte[2]
- Titre original anglais : Women in Revolt
- Réalisation : Paul Morrissey
- Scénario : Paul Morrissey
- Photographie : Paul Morrissey
- Montage : Paul Morrissey, Jed Johnson (en)
- Musique : John Cale
- Production : Andy Warhol
- Société de production : Andy Warhol Factory
- Pays de production :  États-Unis
- Langue originale : anglais américain
- Format : couleurs par Eastmancolor - 1,37:1 - Son mono - 35 mm
- Durée : 97 minutes
- Genre : comédie satirique
- Dates de sortie :
  - États-Unis : 6 novembre 1971 (Filmex) ; 17 décembre 1971 (Los Angeles)
  - France : Classé X pour pornographie le 21 novembre 1975, fut auparavant frappé d'interdiction d'exploitation totale en 1973[3],[4].

## Distribution
- Candy Darling : Candy
- Jackie Curtis : Jackie
- Holly Woodlawn : Holly
- Paul Kilb : premier petit ami de Jackie
- Jonathan Kramer : journaliste
- Michael Sklar : Max Morris
- Maurice Braddell : Père de Candy
- George Abagnalo : Photographe
- Johnny Kemper : Johnny Minute
- Martin Kove : Marty
- Frank Cavestani : Ouvrier du bâtiment
- Jane Forth : Jane
- Penny Arcade (en) : Penny